# Илхам Закијев
Илхам Закијев (енгл. Ilham Zakiyev; 3. март 1980) је азербејџански слепи џудиста.

## Лични живот
Тренира џудо од своје једанаесте године. Када је имао осамнаест година, 1998, отишао је у азербејџанску војску, у Физулински рејон. Служио је на граници Нагорно-карабашког сукоба. Рањен је, 4. фебруара 1999. године, метком у главу од стране јерменских снајпериста, док је био у борбеној мисији. Метак је прошао кроз целу главу, улазећи с леве стране и излазећи кроз десну слепоочницу. Као последицу тога, Закијев је потпуно изгубио вид. Након дуже рехабилитације вратио се спорту, али као параолимпијац. Има црни појас, шести дан. Навијач је Нефчи Бакуа.

## Каријера
Освојио је златну медаљу на параолимпијским играма у Атини, 2004. године и параолимпијади у Пекингу 2008. године у категорији 100+ кг. Закијев је седам пута био европски првак, а два пута је био и светски првак.
Године 2008. примио је орден Шохрат.